# 阿萨斯普-阿罗斯
阿萨斯普-阿罗斯（法語：Asasp-Arros，法語發音：[asasp aʁɔs]）是法国大西洋比利牛斯省的一个市镇，属于奥洛龙-圣玛丽区。该市镇于1973年由原市镇阿萨斯普（Asasp）与阿罗斯多洛龙（Arros-d'Oloron）合并而成。

## 地理
阿萨斯普-阿罗斯（43°7'20"N, 0°36'50"W）面积23.59 平方千米，位于法国新阿基坦大区大西洋比利牛斯省，该省份为法国东南部省份，涵盖了贝阿恩与北巴斯克，西临大西洋比斯開灣，北至朗德省，东北接热尔省，东临上比利牛斯省，南与西班牙接壤。
与阿萨斯普-阿罗斯接壤的市镇（或旧市镇、城区）包括：阿尼奥斯、昂斯-费阿斯、阿拉米茨、埃叙斯、居尔芒松、伊索尔、吕尔布-圣克里斯托、萨朗斯、昂斯。

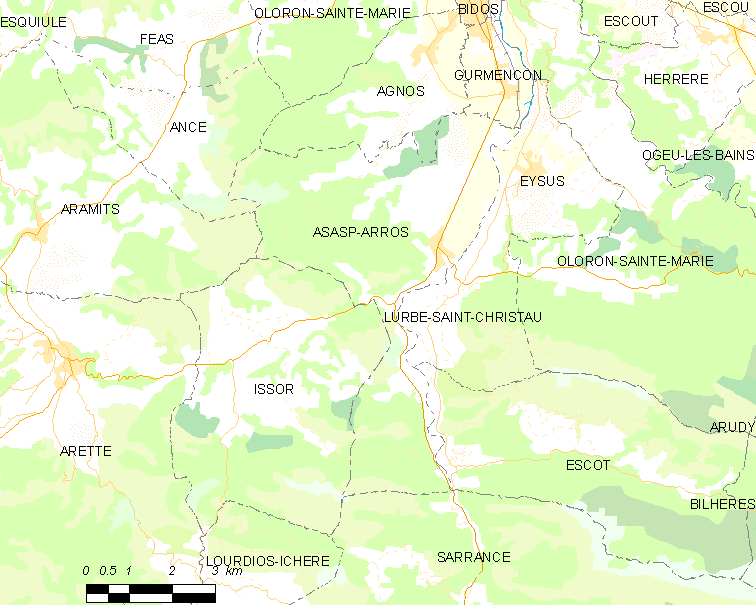
阿萨斯普-阿罗斯的OSM定位图

阿萨斯普-阿罗斯的时区为UTC+01:00、UTC+02:00（夏令时）。

## 行政
阿萨斯普-阿罗斯的邮政编码为64660，INSEE市镇编码为64064。

## 政治
阿萨斯普-阿罗斯所属的省级选区为奥洛龙-圣玛丽第一县。

## 人口

1962-2008年间阿萨斯普-阿罗斯人口变化图示

阿萨斯普-阿罗斯于2022年1月1日时的人口数量为492人。